# Élections constituantes santoméennes de 1973
Les élections constituantes santoméennes de 1973 se sont tenues en mars 1973 dans la colonie de Sao Tomé-et-Principe, actuel Sao Tomé-et-Principe alors « province ultramarine » Portugal.

## Genèse
Le 2 mai 1972, l'Assemblée constituante portugaise a adopté la loi organique pour les territoires d'outre-mer, qui prévoit une plus grande autonomie des territoires d'outre-mer. Sao Tomé et Principe doit donc avoir une Assemblée législative de 16 membres.
Les candidats doivent être des citoyens portugais résidant à Sao Tomé et Principe depuis plus de trois ans et être capables de lire et d'écrire le portugais. Les électeurs doivent être alphabétisés. Comme la Constitution portugaise interdit les partis politiques, la majorité des candidats ont été proposés par l'Union nationale, bien que certaines associations civiques aient été autorisées à nommer des candidats.

## Participation
Sur une population totale de 73 811 habitants, seules 5 881 personnes se sont inscrites pour participer au scrutin. Au total, 4 781 personnes votent, soit un taux de participation de 81,2 %.